# Вальдемар
Вальдемар (лат. Waldemar, Valdemar), або Вольдемар (нім. Woldemar) — германське чоловіче особове ім'я. Ймовірно походить зі старої верхньонімецької мови. Складається з wald- (влада, володіння) і -mar (слава). Аналог українського Владислав. У давньоскандинавській мові використовувалися форми Вальдамарр (Valdamarr), Вальдарр (Valdarr; аналог українського Володар), або переклад — Геймскрінґла (Heimskringla).

## Особи
- Вальдемар I
- Вальдемар II
- Володимир Великий